# Provincia Centrale (Sri Lanka)
La provincia Centrale (in singalese මධ්‍යම පළාත Madhyama Paḷāta, in tamil மத்திய மாகாணம் Maddiya Mākāṇamè) una delle nove province dello Sri Lanka.
Nello Sri Lanka il sistema dei consigli provinciali fu istituito nel 1988, la data di fondazione della provincia è il 14 luglio del 1988.
Le città principali sono Kandy, capoluogo della provincia, Matale, Dambulla, Gampola, Nuwara Eliya e Hatton.

## Geografia
Confina a nord con la Provincia Centro-Settentrionale, a est i fiumi Mahaweli e Uma Oya la separano dalle province Orientale e di Uva, a sud tre massicci montuosi la costituiscono il confine con la provincia di Sabaragamuwa e anche a ovest massicci montuosi di Dolosbage e Galagedera fanno da confine con la provincia Nord-Occidentale.
La provincia si trova nella parte centrale e più montuosa dell'isola, il territorio provinciale è caratterizzato da catene montuose solcate da vallate profonde con le massime elevazioni nella parte più centrale.
L'area degli Altopiani centrali dello Sri Lanka nel 2010 è stata compresa nel Patrimonio dell'umanità, ne fanno parte le aree protette del Peak Wilderness Sanctuary, il Parco nazionale di Horton Plains e la catena montuosa delle Knuckles.
Anche il Pidurutalagala (2524 m s.l.m.), la montagna più elevata dello Sri Lanka, si trova in questa provincia.
Le temperature medie sono comprese tra i 16° C e i 28° C, oltre la metà del territorio è coltivata e il 35% del territorio coltivato è dedicato alle piante di tè. La seconda coltura più diffusa è il riso seguita dalle noci di cocco e dagli alberi della gomma. Famosa soprattutto per il tè Ceylon, piantato dai britannici a partire dal 1860.
Il capoluogo Kandy è stata l'ultima capitale del regno omonimo, nella città si trova lo Sri Dalada Maligawa, chiamato Tempio del dente, uno dei luoghi sacri del Buddismo e patrimonio dell'umanità dal 2009.

## Distretti
La provincia è suddivisa in tre distretti:
- Kandy
- Matale
- Nuwara Eliya